# Желем Іван
Желем Іван (*3 квітня 1925, Вапенне — †6 вересня 1988, Львів) — український письменник, публіцист, громадський діяч.

## З біографії
Народився 3 квітня 1925 року у селі Вапенне Горлицького повіту (Польща). У 1937 році вступив до Горлицької гімназії, але не встиг закінчити. У 1945 році був виселений в Україну. Закінчив середню школу в місті Самборі, вищу освіту здобув у Львові. Друкувався в тижневику «Наше слово», «Лемківському календарі» (Торонто), писав українською мовою і лемківською говіркою.
Помер 6 вересня 1988 року у Львові.

## Творчість
Автор оповідань, новел, гуморесок, віршів «Ой верше мій, верше» (1965), «Чарівниця» (1966), «На
стежці» (1967), «Поєдинок» (1970), «Повів бим вам дашто», «Після весілля» (1975), «Юж видит», «Заспівали лемки в Україні» (1971), «Співає Лемковина» (1972), «Лемківська народна» (1979), публіцистичних статей.